# Devendra pumilus
Espèce
Synonymes
- Campostichomma pumilum Simon, 1898

Devendra pumilus est une espèce d'araignées aranéomorphes de la famille des Zoropsidae.

## Distribution
Cette espèce est endémique du Sri Lanka. Elle se rencontre vers Kandy

## Description
Les mâles mesurent de 3 à 4 mm.
Le mâle décrit par Polotow et Griswold en 2017 mesure 3,90 mm.

## Publication originale
- Simon, 1898 : Descriptions d'arachnides nouveaux des familles des Agelenidae, Pisauridae, Lycosidae et Oxyopidae. Annales de la Société entomologique de Belgique, vol. 42, p. 1-34 (texte intégral).